# Liste der Kulturdenkmäler in Altendiez
In der Liste der Kulturdenkmäler in Altendiez sind alle Kulturdenkmäler der rheinland-pfälzischen Ortsgemeinde Altendiez aufgeführt. Grundlage ist die Denkmalliste des Landes Rheinland-Pfalz (Stand: 8. Dezember 2023).

## Einzeldenkmäler
| Bezeichnung    | Lage                               | Baujahr                            | Beschreibung | Bild                                    |
| -------------- | ---------------------------------- | ---------------------------------- | --- | --------------------------------------- |
| Rathaus        | Holzappeler Straße 1 Lage          | zweite Hälfte des 19. Jahrhunderts | Rathaus mit ehemaligem Feuerspritzentor; Rundbogenstil, zweite Hälfte des 19. Jahrhunderts                                     | weitere Bilder Fotos hochladen          |
| Kriegerdenkmal | Holzappeler Straße, bei Nr. 1 Lage | um 1900                            | Kriegerdenkmal 1870/71, um 1900                                                                                                | weitere Bilder Fotos hochladen          |
| Wohnhaus       | Holzappeler Straße 6 Lage          | 18. Jahrhundert                    | Mansarddachbau, teilweise verputzt, verschiefert und mit Fachwerk, 18. Jahrhundert                                             | Fotos hochladen                         |
| Wohnhaus       | Karlstraße 1 Lage                  | 1734                               | stattliches Fachwerkhaus, verputzt und verkleidet, Mansarddach, bezeichnet 1734                                                | Fotos hochladen                         |
| Wohnhaus       | Karlstraße 3 Lage                  | 18. Jahrhundert                    | Hofanlage; Fachwerkhaus, teilweise massiv, 18. Jahrhundert, Fachwerkscheune, teilweise massiv, 18. Jahrhundert, Stall, um 1900 | weitere Bilder Fotos hochladen          |
| Wohnhaus       | Karlstraße 8 Lage                  | 17. oder 18. Jahrhundert           | Fachwerkhaus, verputzt und verschiefert, wohl aus dem 17. oder 18. Jahrhundert                                                 | Fotos hochladen                         |
| Tunnelportal   | bei der südlichen Gemarkungsgrenze | um 1860                            | Tunnelportal des Kehrbergtunnels der Lahntalbahn, um 1860                                                                      | Direkt Bild zu diesem Denkmal hochladen |